# Platypeza malaisei
Platypeza malaisei är en tvåvingeart som beskrevs av Chandler 1994. Platypeza malaisei ingår i släktet Platypeza och familjen svampflugor. Inga underarter finns listade i Catalogue of Life.